# Horololo
"Horololo" é uma canção gravada por Exo-CBX, subunidade de EXO, lançada em 9 de maio de 2018 pela Avex Trax como o single principal do álbum de estúdio japonês, Magic.

## Composição
A canção é descrita como uma canção "com ritmos peculiares e sintetizadores que se sobrepõem durante o refrão, além de trechos de rap cantados suavemente. É festivo e dinâmico, com um som divertido que o EXO-CBX já se distinguiu no passado."

## Video musical
O videoclipe apresenta Chen, Baekhyun e Xiumin como detetives, enquanto cantam e dançam a coreografia do single. No que diz respeito ao vestuário, o trio alterna entre trajes simples e casuais enquanto olha para a câmera em looks dramáticos. O vídeo, como a própria música, termina com uma nota lúdica: depois que o trio canta o título da música aparentemente final, Baekhyun solta uma risada e declara "it ain't over yet" ("isto não acabou") antes de cantar o título novamente.

## Promoção
O grupo cantou a música em sua turnê EXO-CBX Magical Circus Tour 2018.

## Desempenho nas paradas
| Lista (2019)          | Melhor posição |
| --------------------- | -------------- |
| Japão (Japan Hot 100) | 100            |